# 格拉菲尼亚诺
格拉菲尼亚诺（義大利語：Graffignano），是意大利维泰博省的一个市镇。总面积29.12平方公里，人口2343人，人口密度80.5人/平方公里（2009年）。ISTAT代码为056029。